# آلترتامین
آلترتامین (انگلیسی: Altretamine) با نام تجاری هگزالن یک داروی شیمی‌درمانی است که توسط سازمان غذا و دارو در سال ۱۹۹۰ میلادی مورد پذیرش واقع شد.
این دارو در درمان تسکینی بیماران مبتلا به سرطان تخمدان مقاوم و عودکننده پس از درمان با سیس‌پلاتین و سایر عوامل آلکیله کننده بکار می‌رود.
آلترتامین، داروی خط اول درمان نیست، اما به‌عنوان «درمان نجات‌بخش» (درمانی که پس از پاسخ ندادن سرطان به درمان‌های دیگر انجام می‌شود) ممکن است مفید واقع شود. مزیت این دارو این است که سمیت کمتری نسبت به سایر دارویهای شیمی‌درمانی در درمان سرطان تخمدان عودکننده دارد.
مکانیسم اثر آلترتامین نامشخص است، اما در دستهٔ عوامل آلکیله کننده طبقه‌بندی می‌شود.
عارضهٔ این دارو، تهوع، استفراغ، کم‌خونی و نوروپاتی محیطی است.
مصرف همزمان آلترتامین با بازدارنده‌های مونوآمین اکسیداز، موجب افت شدید فشار خون وضعیتی خواهد شد. همچنین مصرف همزمان با سایمتیدین، نیمه‌عمر آنرا بالا برده و سمیت آنرا تشدید می‌کند. تجویز ویتامین B6 عوارض عصبی آنرا کاهش می‌دهد اما باعث می‌شود اثربخشی ترکیب سیس‌پلاتین/آلترتامین را کاهش می‌دهد.